# Парламентские выборы в Чили (2009)
59-е парламентские выборы в Чили прошли 13 декабря 2009 года одновременно с 1-м туром президентских выборов. На них были полностью переизбрана Палата депутатов, нижняя палата Национального Конгресса, и 18 из 38 сенаторов.
Правоцентристская Коалиция за перемены, образованная на основе Альянса за Чили, получила 58 мест и, таким образом, увеличила своё представительство в Конгрессе по сравнению с выборами 2005 года. 
Правящая Коалиция партий за демократию перед выборами объединилась с блоком «Вместе мы можем сделать больше». Сформированный ими левоцентристский список получил 57 мест, из них 3 места получила Коммунистическая партия и впервые с 1973 года прошла в Палату депутатов.